# Norman Holter
Norman Jefferis „Jeff” Holter (ur. 1 stycznia 1914 w Helenie, zm. 21 lipca 1983 tamże) – amerykański fizyk.

## Życiorys
Urodził się 1 stycznia 1914 r. w Helenie w Montanie jako syn Normana B. Holtera i Florence Jefferis Holter. Urodził się w rodzinnym domu, a poród odbierał jego przyszły teść. Już w dzieciństwie pasjonował się chemią i był niezadowolony, że nie może jej studiować przed ukończeniem szkoły średniej, w związku z czym rodzice zapewnili mu prywatne lekcje. Po ukończeniu koledżu uzyskał w 1937 r. magisterium z fizyki na Uniwersytecie Kalifornijskim w Los Angeles, a rok później magisterium z chemii na Uniwersytecie Południowej Kalifornii.
W czasie II wojny światowej służył jako fizyk w administracji Marynarki Wojennej USA, prowadząc badania fal oceanicznych, które pomogły planować operacje okrętów podwodnych. Po wojnie kontynuował te prace na czele zespołu 33 inżynierów oceanografów na atolu Bikini, gdzie przeprowadzano testowe eksplozje jądrowe. Po powrocie do Heleny w 1947 r. kontynuował badania, założył też Holter Research Foundation i został aktywistą promującym wiedzę o zagrożeniach związanych z bronią jądrową. Ponadto promował zastosowanie technologii jądrowej do wyższych celów, w tym biologii i medycyny.
Prowadził te prace, póki nie został ponownie powołany do służby i zaangażowany w prace nad bombą wodorową. Po zakończeniu programu wrócił do Heleny i własnych badań. Odparowując radioaktywny śnieg, jako pierwszy zaobserwował kropelki wody przyjmujące graniaste kształty. Najbardziej znany jest jednak z opracowania we współpracy z Williamem Glasscockiem monitora EKG, który mógł rejestrować pracę serca pacjenta przez dobę lub dłużej. Urządzenie powszechnie nazywane jest od jego nazwiska Holter EKG. Było to pierwsze urządzenie przenośne umożliwiające pacjentowi prowadzenie normalnej aktywności w czasie diagnostyki pracy serca, chociaż pierwszy prototyp ważył blisko 40 kg i był noszony jak plecak, a kolejne modele mogły mieć mniejsze rozmiary dopiero po opracowaniu tranzystora. Urządzenie opatentowano w 1965 r., a wkrótce Holter zaczął jego produkcję wraz z Bruce’em Del Marem.
Oprócz zaangażowania naukowego Holter był biznesmenem, zasiadając w zarządach wielu montańskich przedsiębiorstw, w tym First National Bank in Helena czy Mountain States Telephone Company w Denver. Prywatnie był rzeźbiarzem, tworzył w stali. Aktywny społecznie, współzałożyciel Society of Nuclear Medicine i jego przewodniczący w latach 1955–1956. Profesor na Uniwersytecie Kalifornijskim w San Diego od 1964 r., kierował także Instytutem Geofizyki i Fizyki Planetarnej.
W 1979 otrzymał nagrodę Laufman-Greatbatch Prize Fundacji Association for the Advancement of Medical Instrumentation (AAMI) za swój wkład w rozwój technologii medycznej.
Żonaty z chemiczką Joan Treacy, z którą miał czworo dzieci.
Zmarł 21 lipca 1983 r. w Helenie.